# Naf River
Naf River är ett vattendrag i Bangladesh. Det ligger i den sydöstra delen av landet, 400 km sydost om huvudstaden Dhaka.